# بخش ماچینگا
بخش ماچینگا (انگلیسی: Machinga District) یکی از بخش‌های کشور مالاوی است.
این بخش ۳٬۷۷۱ کیلومتر مربع مساحت و ۳۶۹٬۶۱۴ نفر جمعیت دارد و مرکز آن شهر ماچینگا می‌باشد.